# Can't Help Falling in Love
Can't Help Falling in Love är en sång skriven av Hugo Peretti, Luigi Creatore och George David Weiss, och utgiven på singel 1961 av Elvis Presley. Sången var skriven för filmen Blue Hawaii. Den har senare spelats in av bland andra UB40 1993 och A-Teens 2002.

## Sången i Blue Hawaii
Sången användes i filmen Blue Hawaii inspelad 1961 med Elvis Presley i huvudrollen. Han sjunger sången för sin flickväns farmor. Sången släpptes som singel tillsammans med sången "Rock-A-Hula Baby" och hamnade på en andraplats på Billboard 100, men toppade "Billboard Easy Listening"-listan i sex veckor. I Storbritannien låg den på förstaplats på hitlistan i fyra veckor.

## Liveframföranden
Sången användes som återkommande avslutningssång under Elvis Presleys shower på 1970-talet. Den finns inspelad under många konsertfilmer och TV-program från och med hans 68 Comeback Special. Vid presentationen av sången under showen Aloha from Hawaii sade Elvis Presley att han tillägnade den publiken.

## Andra versioner
Svenska A-Teens hade en stor framgång med låten efter sin medverkan i filmen Lilo & Stitch. Brittiska UB40 hade 1993 också en hit med sin version av denna sång. Anita Lindblom och Alf Robertson har båda sjungit in en version med svensk text – "Tro på mig".

## Listplaceringar

### Elvis Presleys version
| Lista (1961-1962) | Topplacering           |
| ----------------- | ---------------------- |
| Australien        | 1                      |
| Kanada            | 4 (CHUM Hit Parade)    |
| Nya Zeeland       | 2 (Lever Hit Parade)   |
| Storbritannien    | 1                      |
| Sverige           | 2 (Radio Nord Topp 20) |
| USA               | 2 (Billboard Hot 100)  |
| Västtyskland      | 22                     |

### UB40:s version
| Lista (1993)   | Topplacering |
| -------------- | ------------ |
| Australien     | 1            |
| Frankrike      | 5            |
| Nederländerna  | 1            |
| Nya Zeeland    | 1            |
| Schweiz        | 2            |
| Storbritannien | 1            |
| Sverige        | 1            |
| Österrike      | 1            |

### A*Teens version
| Lista (2002-2003) | Topplacering |
| ----------------- | ------------ |
| Australien        | 35           |
| Nederländerna     | 50           |
| Sverige           | 12           |